# Korbul
Korbul (cyr. Корбул) – wieś w Serbii, w okręgu pczyńskim, w mieście Vranje. W 2011 roku liczyła 5 mieszkańców.